# Völlinghausen (Erwitte)
Der Ort Völlinghausen ist ein Dorf mit 743 Einwohnern in Nordrhein-Westfalen. Er ist ein Ortsteil der Stadt Erwitte und gehört zum Kreis Soest.

## Lage
Völlinghausen liegt 3 km südwestlich von Erwitte, eingerahmt im Norden von der Bundesstraße 1, im Süden von der Bundesautobahn 44 (Dortmund/Kassel) und im Westen vom Autobahnzubringer. Man erreicht den Ort von der B 1 über die Landesstraße 748 in Richtung Sichtigvor, etwa 1 km südlich der B 1.
Zum Ortsteil Völlinghausen gehört auch der Söbberinghoff, an der Bundesstraße 55 zwischen Erwitte und Anröchte gelegen.

## Geschichte
Das 1968 entdeckte Galeriegrab von Völlinghausen gehört zur Soester Gruppe. Ihr werden auch die Galerien von Hiddingsen, Ostönnen, Schmerlecke (drei Anlagen) und Uelde zugerechnet. Die Anlage von Völlinghausen wurde nicht aus großen Steinplatten, sondern in Trockenmauer-Technik errichtet.
Völlinghausen wurde erstmals 978 urkundlich erwähnt, als Kaiser Otto II. einem Kloster in Meschede einen Haupthof in Folkgeldinghuson, so war die erste Schreibweise des Ortes, die sich dann über Volkgeldinghusen, Volkelinchusen zu Völlinghausen entwickelt hat, zum Geschenk machte. Damit ist natürlich nicht die Entstehung des Ortes, sondern nur ein erstes schriftliches Zeugnis dokumentiert. Die Ansiedlung am alten Hellweg, der früher, bevor die Straße zur Zeit Napoleons den heutigen Verlauf nahm, noch näher am Dorf vorbei führte, ist mit Sicherheit älter.
Der alte Ortskern Völlinghausens war bis zum Zweiten Weltkrieg noch durch eine lockere Baustruktur gekennzeichnet. Südlich der Kliever Straße waren – wie auch heute noch – die meisten landwirtschaftlichen Betriebe angesiedelt, vor allem am Kapellenweg und an der Krautstraße. Die übrige Wohnbebauung lag im Westen und Norden im Bereich des alten Soestweges, jetzt „Im Brok“, sowie in der Wiesenstraße und am Benningerweg. In den letzten Jahrzehnten sind im Norden und Westen neue Wohngebiete entstanden.
Markante Punkte der dörflichen Struktur bilden die St.-Stephanus-Kapelle im neugotischen Stil mit der benachbarten ehemaligen Schule und der Dorfplatz mit dem Kriegerehrenmal und der Dorfgemeinschaftshalle bei der Gaststätte Altes Gasthaus Linnemann. Östlich des Ortes gliedert der nach Norden entwässernde, teilweise von Steilufern eingefasste Völlinghäuser Bach die Landschaft.
Am 1. Januar 1975 wurde die bis dahin selbstständige Gemeinde Völlinghausen im Zuge der kommunalen Neugliederung in Nordrhein-Westfalen ein Ortsteil der Stadt Erwitte.

## Politik

### Ortsvorsteher
Hubert Hense (CDU)

### Wappen
Das Völlinghauser Wappen, 1994 eingeführt, zeigt ein stilisiertes Mühlrad, das aus dem vorstehend abgebildeten Siegel der Herren von Völlinghausen abgeleitet wurde. Dieses Siegel befindet sich unter einer Urkunde aus dem Jahre 1315. Das Ortswappen hat keinen amtlichen Charakter, obwohl es allen heraldischen Regeln Rechnung trägt, und dient nur der Repräsentation.

## Sehenswürdigkeiten

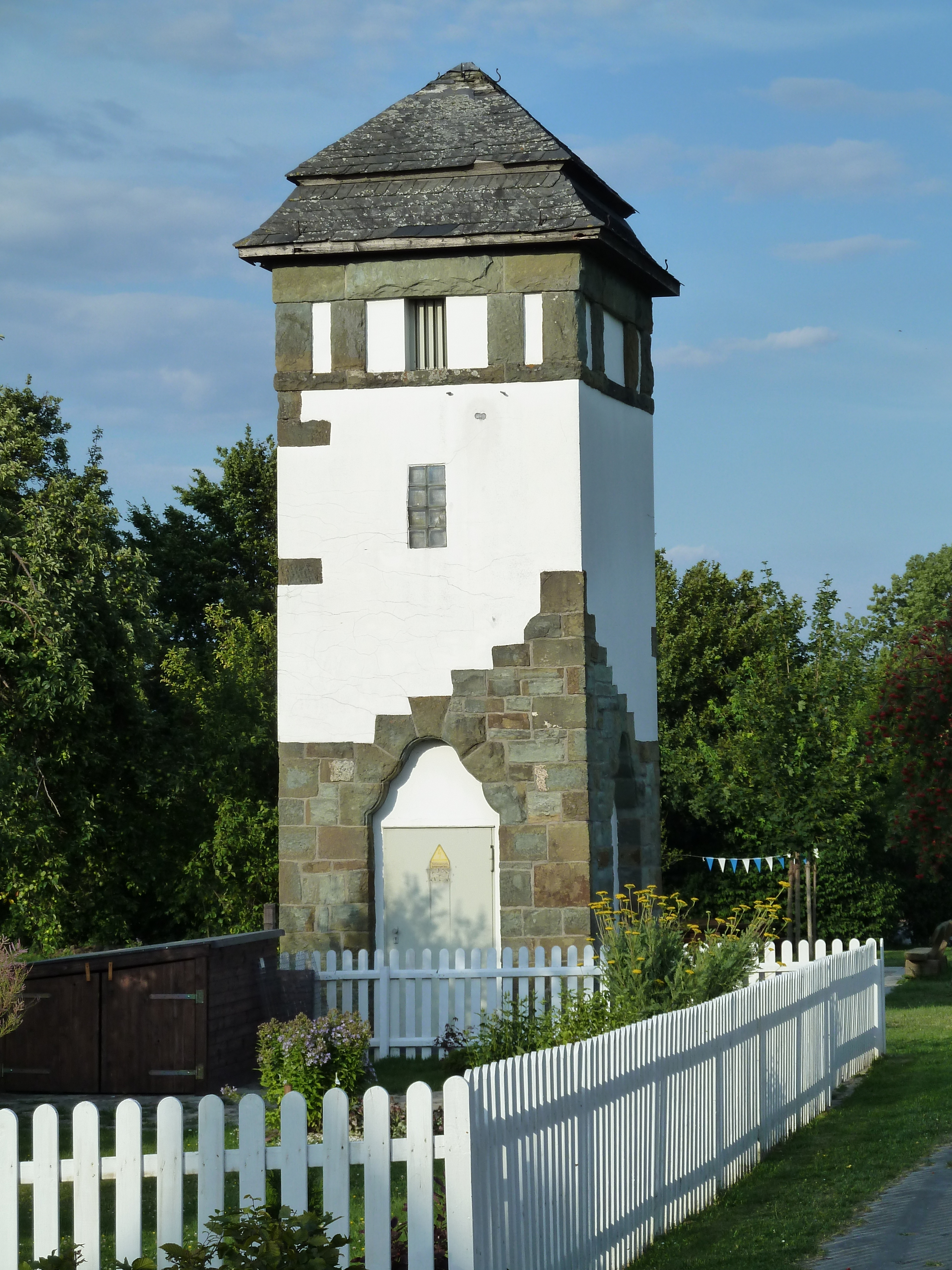
Transformatorenhäuschen in Völlinghausen

- Kapelle St. Stephanus und St. Katharina
- Bildstock, Kapellenweg 14
- Alte Schule
- Allianzwappenstein, Kapellenweg 4
- Dorfplatz mit Ehrenmal
- Fachwerkbauernhaus, Im Brock 34
- Transformatorenhäuschen, Kliever Straße
- Friedhof mit Wegkreuz, Kapellenweg
- Hofanlage Söbberinghoff mit Bildstock

## Vereine
- Schützenverein Völlinghausen, St. Stephanus e. V. seit 1858 oder früher, ca. 300 Mitglieder
- Kath. Frauengemeinschaft kfd seit 1923
- Landfrauenverein
- Kath. Landjugendbewegung
- Landwirtschaftlicher Ortsverein
- Freiwillige Feuerwehr, gegr. 1927
- Spielmannszug Völlinghausen, gegr. 1922
- Sportverein Blau-Weiß Völlinghausen, Neugründung 1985, 300 Mitglieder
- Schießsportverein, gegr. 1975
- Mopedfreunde, gegr. 2002, veranstalteten jährlich ein Mopedrennen
- Vereinsring, Dachorganisation aller Vereine, koordiniert alle Vereinsaktivitäten, gegr. 1987

## Söhne/Töchter des Ortes
- Heinrich Gersmeier (* 4. Dezember 1966), Schäfer, wurde 2008/09 bekannt durch die RTL-Doku-Soap Bauer sucht Frau.